# Acebedo (La Coruña)
Acebedo es un lugar de la parroquia de Cerceda en el municipio coruñés de Cerceda en la comarca de Órdenes, Galicia, España.
- Datos: Q20544282

1. ↑  Worldpostalcodes.org, código postal n.º 15185.